# 온천로
온천로(Oncheon-ro)는 대한민국 경상남도 창녕군 영산면 동리 영산IC사거리와 밀양시 하남읍 양동리 수산교차로를 잇는 도로이다.

## 주요 경유지
경상남도
- 창녕군 (영산면 - 도천면 - 부곡면) - 밀양시 (초동면 - 하남읍)

## 노선 경로
| 이름                   | 접속 노선                            | 경유지                   | 경유지           | 비고                           |
| ---------------------- | ------------------------------------ | ------------------------ | ---------------- | ------------------------------ |
| 영산IC사거리           | 영산계성로 영산도성로                | 창녕군                   | 계성면           |                                |
| 덕곡삼거리             | 논리덕곡길                           | 창녕군                   | 도천면           |                                |
| 원앙삼거리             | 길곡로                               | 창녕군                   | 도천면           |                                |
| 온천사거리             | 원앙로                               | 창녕군                   | 부곡면           |                                |
| 온정 교차로 (부곡육교) | 온정청암로                           | 창녕군                   | 부곡면           |                                |
| 팔도고개               |                                      | 창녕군                   | 부곡면           |                                |
| (이름 없음)            | 국가지원지방도 제30호선 (구산학포로) | 창녕군                   | 부곡면           | 국가지원지방도 제30호선과 중복 |
| 인교사거리             | 사명로                               | 창녕군                   | 부곡면           | 국가지원지방도 제30호선과 중복 |
| 인교                   |                                      | 창녕군                   | 부곡면           |                                |
|                        | 밀양시                               | 초동면                   |                  |                                |
| 오방 교차로            | 밀양시                               | 초동면                   | 명성로 성덕2안길 |                                |
| 초동 교차로            | 밀양시                               | 초동면                   | 초동중앙로       |                                |
| 초동교                 | 밀양시                               | 초동면                   |                  |                                |
| 성만 교차로            | 밀양시                               | 초동면                   | 초동로           |                                |
| (이름 없음)            | 밀양시                               | 초동면                   | 성만2길 금포길   |                                |
| 귀명 교차로            | 밀양시                               | 양명길                   | 하남읍           |                                |
| 안강교                 | 밀양시                               |                          | 하남읍           |                                |
| 수산 교차로            | 밀양시                               | 국도 제25호선 (밀양대로) | 하남읍           |                                |

## 주요 건물 및 시설
- S-OIL 삼화주유소 창녕지점 (경상남도 창녕군 도천면 온천로 202)
- S-OIL 덕곡주유소 창녕지점 (경상남도 창녕군 도천면 온천로 309)
- CU 부곡스포츠파크점 (경상남도 창녕군 부곡면 온천로 686)
- 부곡알뜰주유소 (경상남도 창녕군 부곡면 온천로 692)
- 부곡의용소방대 (경상남도 창녕군 부곡면 온천로 693)
- GS칼텍스 영현주유소 (경상남도 창녕군 부곡면 온천로 916)
- SK에너지 행복주유소 (경상남도 창녕군 부곡면 온천로 925)
- SK에너지 금섣에너지 주유소 (경상남도 창녕군 부곡면 온천로 1070)
- HD현대오일뱅크 화명주유소 (경상남도 창녕군 부곡면 온천로 1173)
- GS25 창녕인교점 (경상남도 창녕군 부곡면 온천로 1184)
- GS칼텍스 초동공단주유소 (경상남도 창녕군 초동면 온천로 1295)
- S-OIL 귀명충전소 (경상남도 창녕군 하남읍 온천로 1842)